# Конрад IV фон Фронтенхаузен
Конрад IV фон Фронтенхаузен (на немски: Konrad IV von Frontenhausen und Teisbach; Konrad von Lechsgemünd; * ок. 1170; † 8/9 април 1226, Регенсбург) е от 1204 до 1226 г. 26. епископ на Регенсбург и от 1205 г. канцлер на крал Филип Швабски († 1208).

## Произход и духовна кариера
Той е син на граф Хайнрих II фон Фронтенхаузен-Митерзил-Ратенберг († 26 януари 1208) и съпругата му Аделхайд фон Плайн († 6 януари), дъщеря на граф Лиутолд I фон Плайн († 22 януари 1164) и Ута фон Пайлщайн († сл. 26 януари 1210). Брат е на граф Ото III фон Фронтенхаузен († сл. 1185) и на Ута фон Фронтенхаузен-Лехсгемюнд († 13 януари/10 октомври 1254), омъжена ок. 1211 г. за граф Алберт III фон Тирол († ок. 22 юли 1253). Главните собствености на фамилията му се намират на река Филс в Долна Бавария.
Конрад е от 1194 г. каноник в Пасау, катедрален пропст във Фрайзинг и домхер в Регенсбург. През април 1204 г. той е избран за епископ на Регенсбург след смъртта на Конрад III фон Лайхлинг. Той се занимава със социалната политика в Регенсбург. През 1220/1221 г. той дарява 7000 пфунд пфениг от личната си собственост за болницата в Регенсбург.
Епископ Конрад IV фон Регенсбург умира на 8 април 1226 г. в Регенсбург и е погребан в катедралната капела на романската катедрала.